# Werchrata

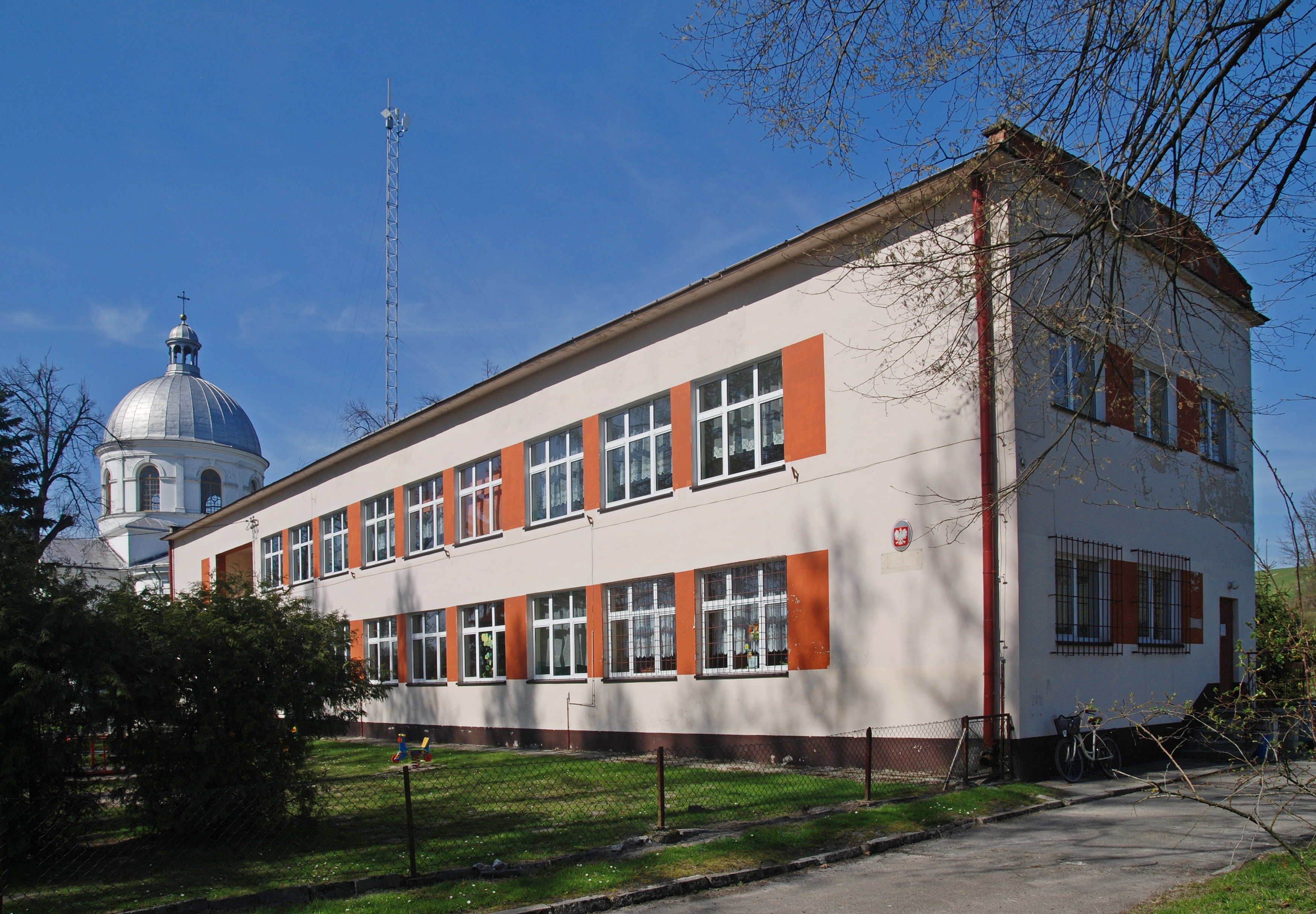
Szkoła podstawowa

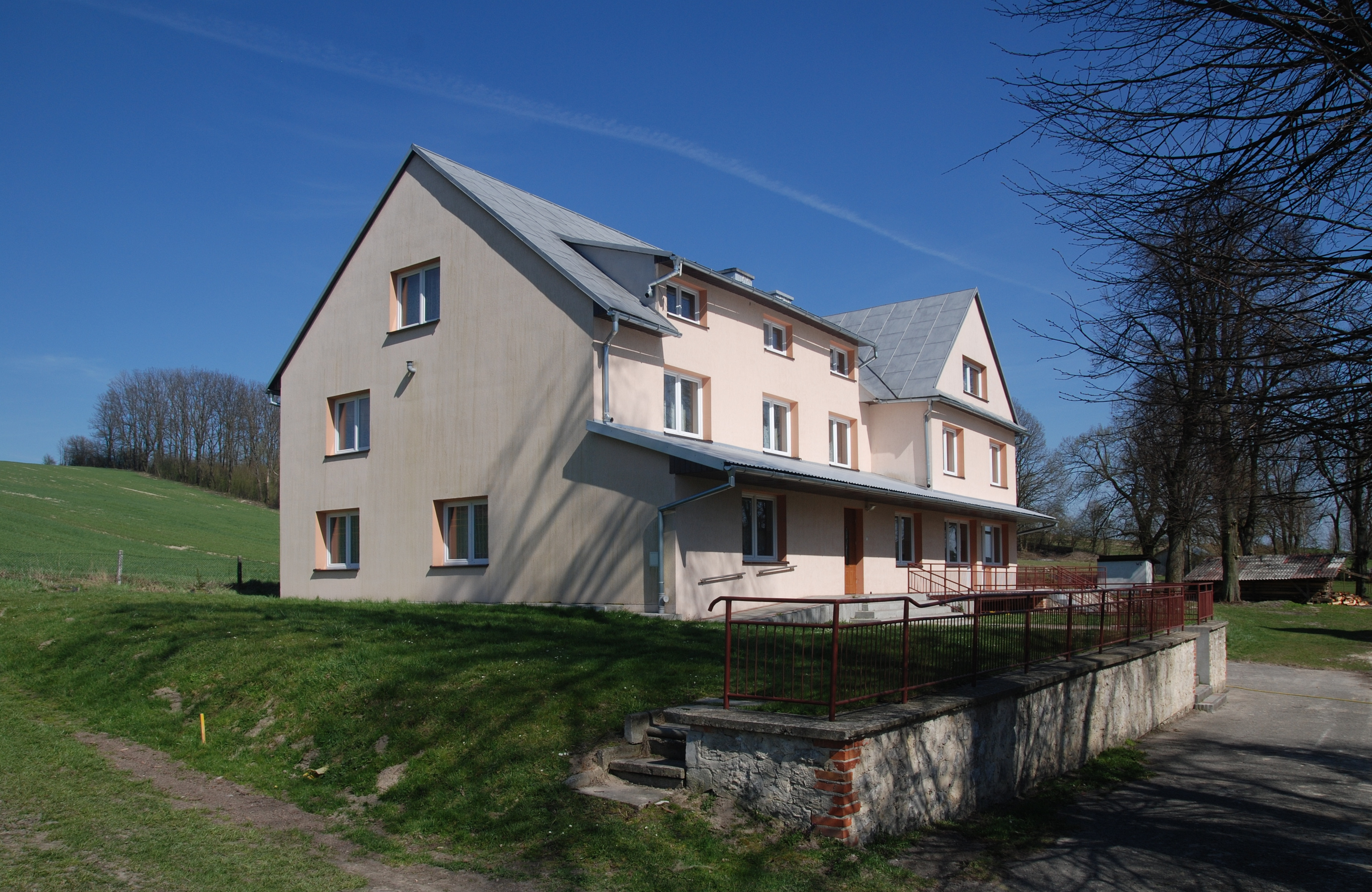
Dom rekolekcyjny

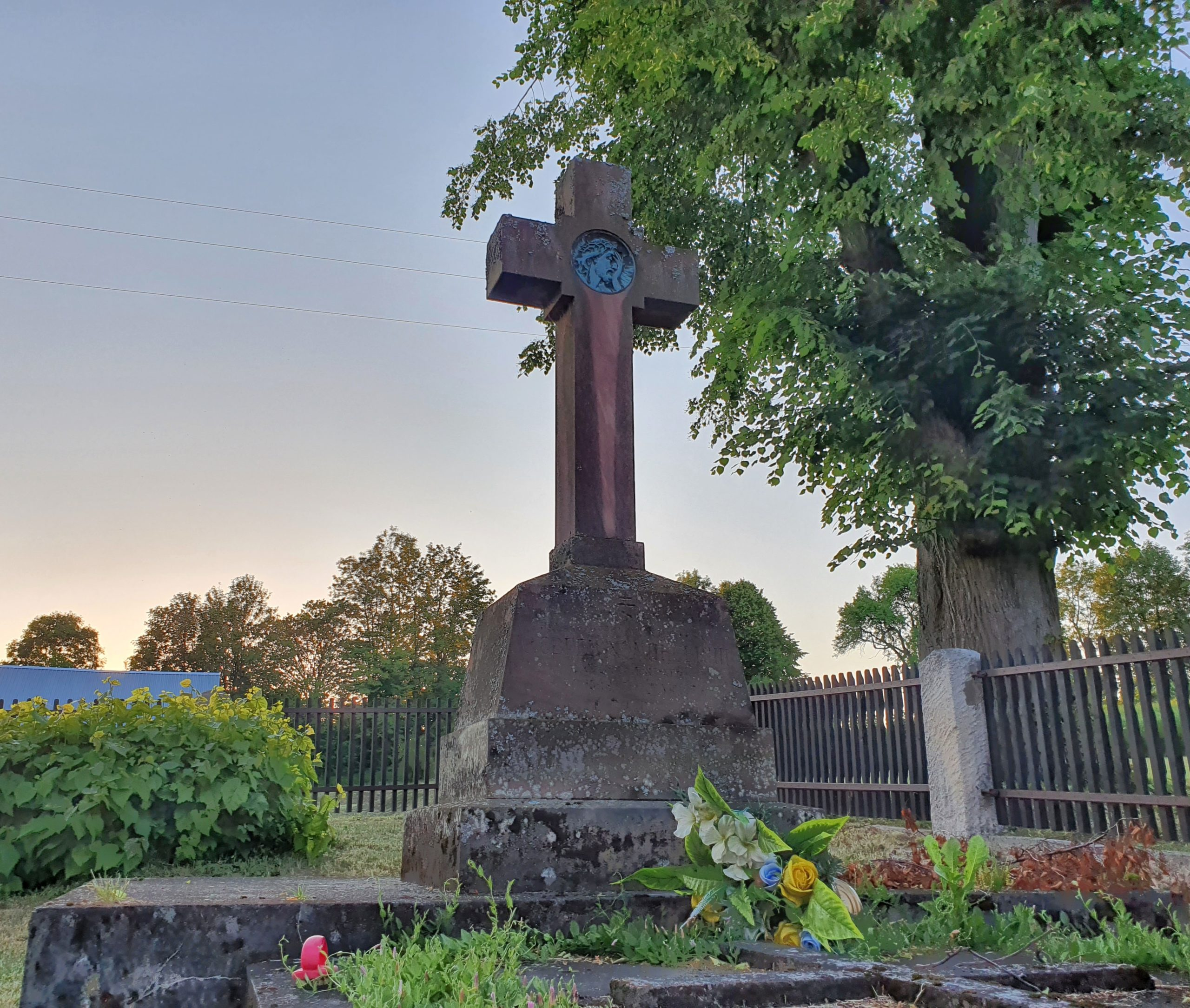
Nagrobek Eugeniusza Chomińskiego

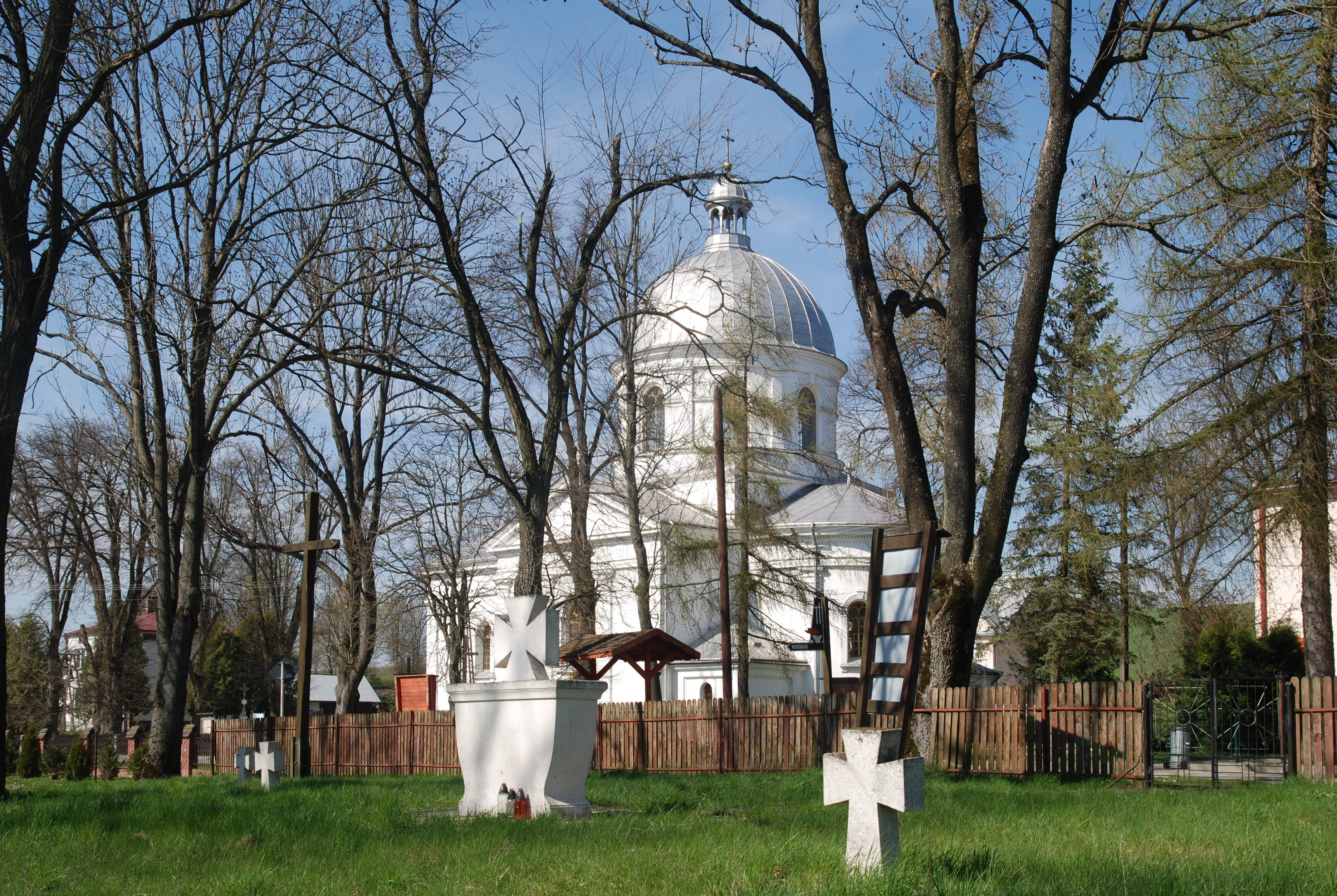
Cmentarz z I wojny światowej

Werchrata (w latach 1977–1981 Boguszów) – wieś w Polsce położona w województwie podkarpackim, w powiecie lubaczowskim, w gminie Horyniec-Zdrój, w górnym odcinku doliny rzeki Raty (dopływu Bugu), na Roztoczu Wschodnim.
Werchrata to jedna z największych wsi w Polsce pod względem powierzchni.

## Integralne części wsi
| SIMC    | Nazwa     | Rodzaj     |
| ------- | --------- | ---------- |
| 0602970 | Kozubale  | część wsi  |
| 0602986 | Łozy      | przysiółek |
| 0603000 | Mrzygłody | przysiółek |

Oprócz przysiółków wyróżnia się: Kozubale, Bogusze i Monasterz. Obszar sołectwa wynosi 55 km². W latach 1975–1998 miejscowość należała do województwa przemyskiego.

## Historia
Najstarsza źródłowa wzmianka o Werchracie pojawiła się w 1444 r., kiedy książę mazowiecki i bełski Władysław darował osadę Horyniec szlachcicowi Piotrowi Pieczykurowi z Wilcz.
W niektórych opracowaniach znaleźć można XII wiek, jako czas założenia wsi, jednakże są to informacje związane z tradycją ludową, bez żadnego źródłowego uzasadnienia. Na przełomie XVI i XVII w. była wsią królewską w województwie bełskim, należała do uposażenia wojewodów bełskich.
Właścicielem Werchraty był August Łoś, powstaniec, poseł na Sejm Galicyjski i do Rady Państwa.
W XIX w. wieś miała 440 domów i liczyła 2372 mieszkańców. W 1947 była to niemal w całości ludność ukraińska.
W II Rzeczypospolitej wieś w powiecie rawskim województwa lwowskiego. W latach 1944–1946 nacjonaliści ukraińscy z OUN-UPA zamordowali tutaj 47 Polaków.
Werchrata 21 lipca 1944 została zdobyta przez wojska radzieckie.
W czasie starć z oddziałami UPA w 1947 prawie cała zabudowa wsi uległa zniszczeniu, a ludność niemal w całości wysiedlono. W rejonie Monasterza rozebrano stojącą na terenie dawnego klasztoru cerkiew Opieki Bogurodzicy wzniesioną około 1680. Była to jedna z najstarszych i najcenniejszych drewnianych cerkwi w Polsce, które uległy zniszczeniu po II wojnie światowej. W 1891 r. w Monasterzu powstała pierwsza pustelnia założona przez św. Brata Alberta Chmielowskiego dla braci zakonnych albertynów na Roztoczu. Obecnie wystawiono tam turystyczną wiatę dla pielgrzymów i turystów.
W centrum miejscowości znajduje się cmentarz z I wojny światowej.

## Religia
Na początku XIV wieku późniejszy prawosławny metropolita kijowski Piotr założył w Werchracie monaster Przemienienia Pańskiego. Monaster zwany „Piotrowym” był ważnym centrum ikonograficznym, i odegrał ważną rolę w rozwoju życia zakonnego księstwa halicko-wołyńskiego. Pochodzi z niego Werchracka ikona Matki Bożej, przechowywana w klasztorze św. Mikołaja w Krechowie.
W północno-zachodnim rogu placu cerkiewnego (obecnego kościoła w Werchracie), znajduje się nagrobek z czerwonego piaskowca. Pochowany został tam zasłużony dla werchrackiej parafii greckokatolickiej ksiądz Eugeniusz Chomiński (1867–1939). Jego synem był wybitny muzykolog Józef Michał Chomiński. Nagrobek jest sygnowany, wykonany został przez Tadeusza Iwanowicza, majstra kamieniarskiego ze Lwowa. W krzyż nagrobny wmontowany jest medalion z głową Chrystusa, sygnowany przez J. Jagniewskiego we Lwowie.
Miejscowość jest siedzibą rzymskokatolickiej parafii św. Józefa należącej do dekanatu Narol w diecezji zamojsko-lubaczowskiej. Obok kościoła parafialnego, dawnej cerkwi greckokatolickiej znajduje się Dom Rekolekcyjny Wyższego Seminarium Duchownego diecezji.

## Turystyka
Przez Werchratę prowadzi zielony szlak turystyczny  Szlak im. św. Brata Alberta z Narola do Horyńca-Zdroju, związany z działalnością i życiem św. Brata Alberta Chmielowskiego i bł. Bernardyny Marii Jabłońskiej, urodzonej w Pizunach koło Narola.

## Transport
- We wsi znajduje się kolejowe polsko-ukraińskie przejście graniczne oraz suchy port służący wymianie towarowej pomiędzy Polską i Ukrainą.
- Werchrata (stacja kolejowa)

## Galeria

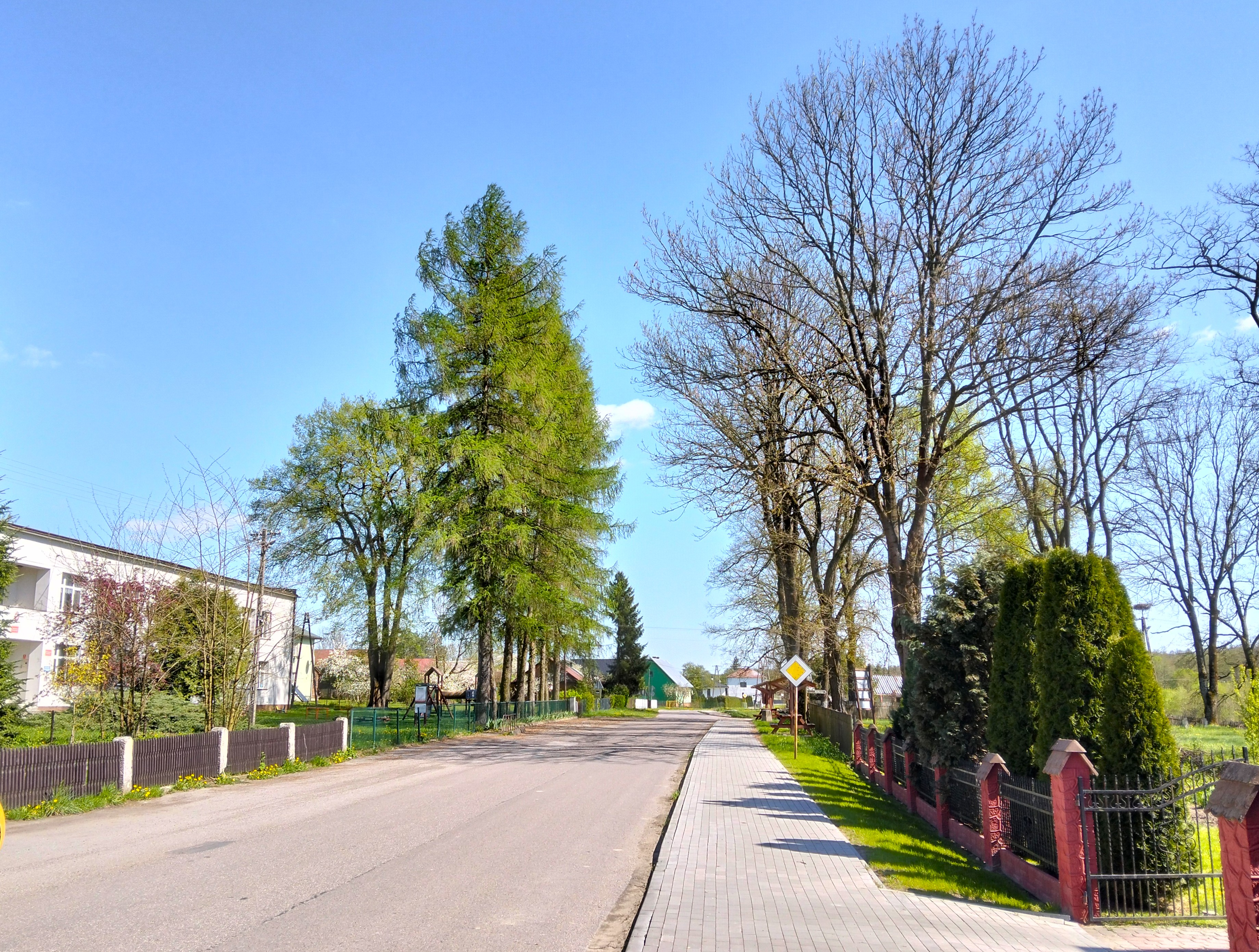
Główna ulica wsi
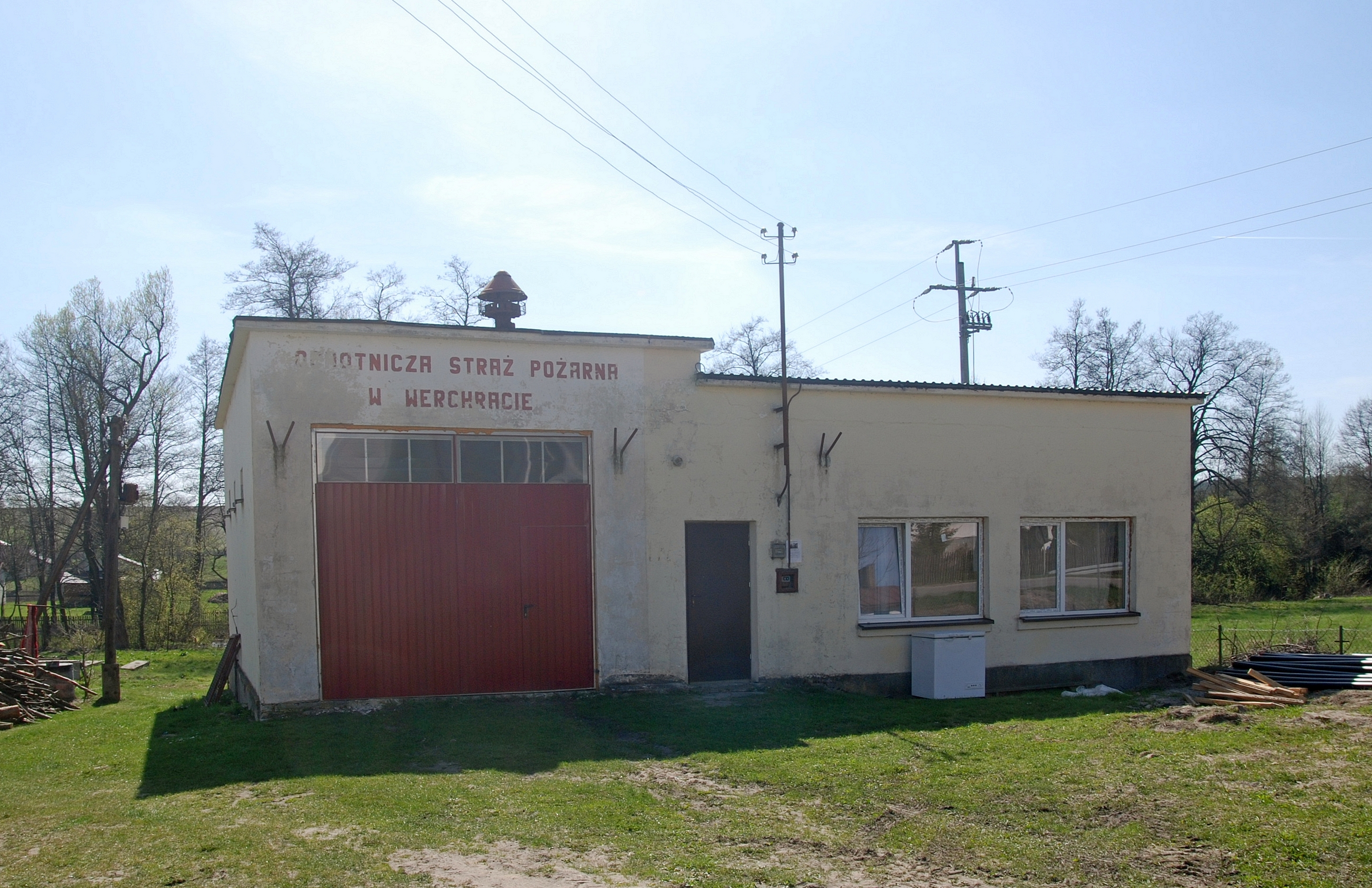
Remiza
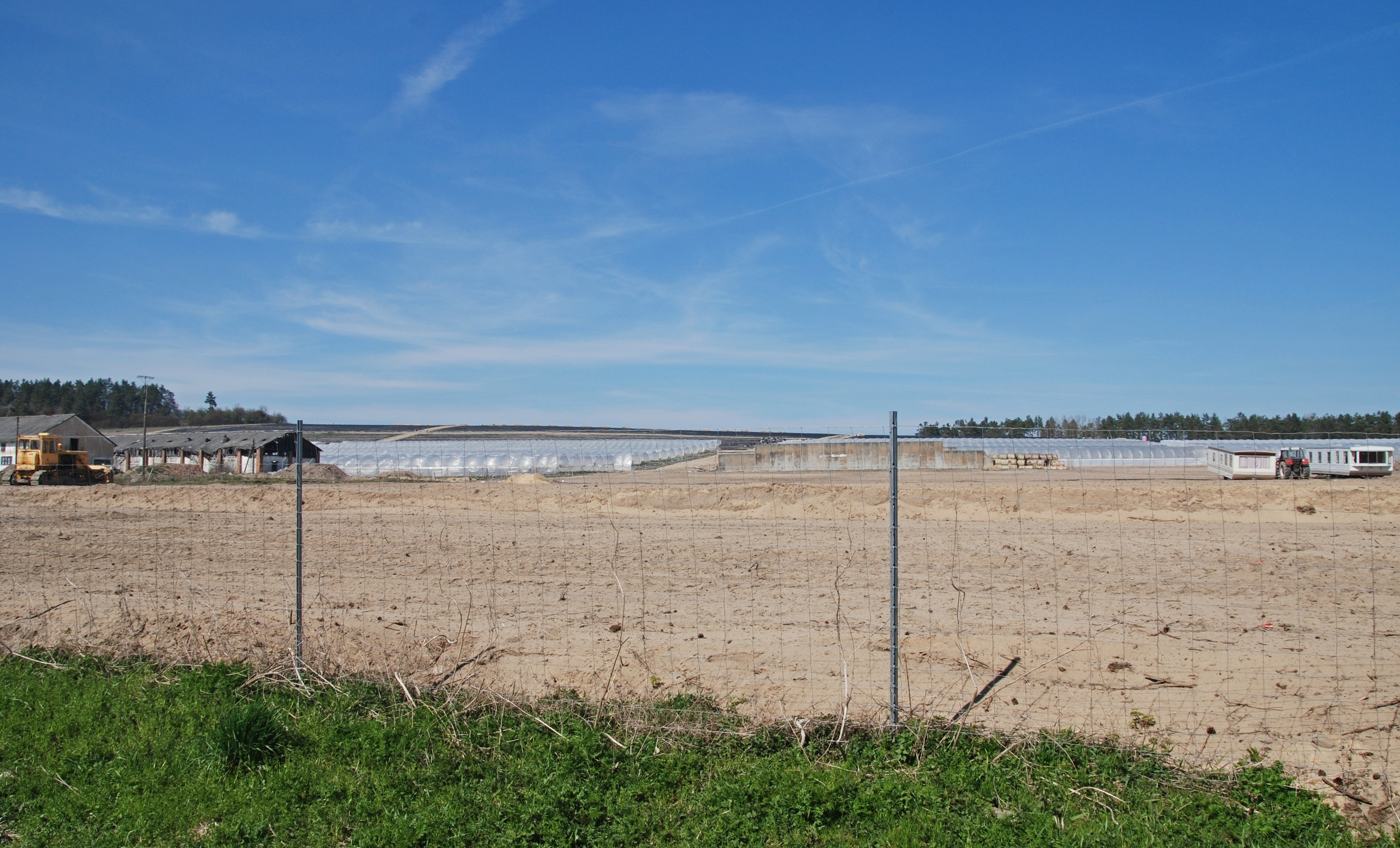
Gospodarstwo ogrodnicze
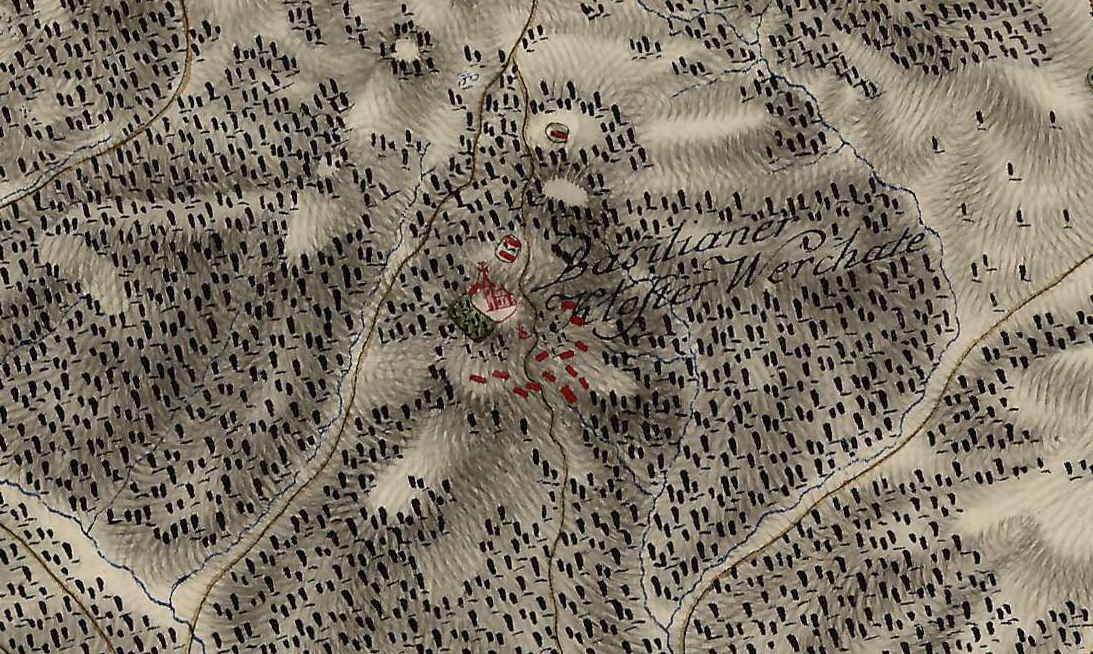
Monaster Basillan na mapie Friedrich von Miega